# 외교 사절
외교 사절(外交使節)은 대외적으로 국가를 대표하여 타국과 외교교섭 및 기타의 직무를 수행하기 위해 외국에 파견되는 자를 말한다. 상주외교사절과 임시외교사절이 있다.
상주외교사절이란 파견국의 외교직무 수행을 위해 일정 기간 동안 접수국에 상주하는 외교사절이다. 외교사절의 교환은 파견국과 접수국의 합의에 의해 원칙적으로 독립국간에 교환되나, 완전한 독립국가가 아니라도 가능하며, 국제기관의 발달로 국제기관도 국제법의 주체로서 외교능력을 가진다. 외교사절의 상호교환을 합의한 경우 파견국은 특정 인물에 대해서 접수국에 아그레망을 부여한 후에 파견국은 그를 외교사절로 임명한다. 외교사절의 임무는 접수국의 외무당국을 통해 외교교섭을 행하며, 자국에 관계되는 접수국의 정치·경제·군사·여론 등의 사항을 관찰하여 보고한다. 또한 접수국 내에 있는 자국민의 보호·감독 역할도 한다. 1961년 빈에서 채택된 외교관계에 관한 규약을 보면, 상주외교사절은 국가원수가 신임한 대사 또는 교황청 대사 및 동등한 계급의 공관장, 국가원수가 신임한 전권공사·공사·교황청 대사, 외교통상부장관이 신임한 대리공사의 3종으로 구분된다. 대한민국도 이를 채택하고 있다.
반면에 임시외교사절은 특정한 외교사항의 교섭, 조약체결 또는 국제회의의 참석을 위해 일시적으로 파견하는 외교사절을 말한다. 

## 같이 보기
- 외교사절의 특권